# أحمد الشريف (مغني تونسي)
أحمد الشريف (31 ديسمبر 1979)، مغني تونسي شارك في نسخة ستار أكاديمي الأولى، أصدر ألبومين الأول بالتعاون مع روتانا بعنوان «سهران معاك الليلة» والذي عرف نجاحا واسعا على مستوى العالم العربي فاحتل المرتبة الأولى بالأسواق اللبنانية والمرتبة الثالثة بالأسواق الخليجية والثاني أيضاً من إنتاج شركة روتانا بعنوان «انا عم فكر» عام 2009.
ومؤخرا عاد إلى الفن وأصدر أغنية جديدة بعنوان (خلينا نرجع) في 4 يناير 2020

## مشاركاته
كما قام بعديد الحفلات الجماهرية بتونس والمغرب ولبنان والأردن وسوريا والإمارات وأستراليا والكويت وليبيا كما كان له حضور لافت بموريتانيا ليكون ثاني نجم عربي من بعد راغب علامة الذي يقوم بحفل جماهيري بموريتانيا والذي لقي حضور حوالي 60 ألف متفرج أغلبهم من الشباب.
كما شارك أحمد الشريف كل من الفنان وائل كفوري والفنانة كارول سماحة وهيفاء وهبي في تقديم اعلان لشركة بيبسي تحت اسم بحر النجوم وهو عبارة عن فيلم سينمائي.

## أعماله

### كليب «بين الناس» (2005)
| الأغنية           | كلمات             | ألحان          |
| ----------------- | ----------------- | -------------- |
| سهران معاك الليلة | أحمد الشريف       | جان ماري رياشي |
| بين الناس         | نزار فرنسيس       | سمير صفير      |
| خسارة             | نادر عبد الله     | محمد يحيا      |
| سلام الله عليك    | أحمد الشريف       | أحمد الشريف    |
| شو ما صار         | إلياس ناصر        | سردار اورتاج   |
| زعلك حبيبي        | توفيق أحمد عنداني | وسام الأمير    |
| أنا مين           | أحمد ماضي         | هيثم زيّاد      |
| سيدي صالح         | مجدي نجّار         | محمود خيامي    |
| بعد السنين        | أحمد ماضي         | هيثم زيّاد      |
| تودعنا            | نزار فرنسيس       | سمير صفير      |